# Fritz Thieme
Fritz Thieme (* 10. September 1925 in Gröba (Riesa); † 27. März 2013 in Hamburg) war ein deutscher Physiker und Hochschullehrer für Physikalische Chemie.

## Leben
Nach Kriegsdienst als U-Boot-Fahrer und Kriegsgefangenschaft erlangt Fritz Thieme 1946 am Gymnasium in Glauchau das Abitur. Anschließend unterrichtete er zwei Jahre Mathematik und Physik am Gymnasium in Meerane. 1948 studierte er zunächst ein Semester Maschinenbau an der Technischen Hochschule Stuttgart und wechselte im folgenden Semester zur Fachrichtung Chemie. 1950 wurde er im Corps Bavaria Stuttgart aktiv. Nach dem Vordiplom wechselte er an die Eberhard Karls Universität Tübingen, wo er 1958 das Studium mit einer Diplomarbeit bei Adolf Knappwost abschloss. Von 1955 bis 1961 war er als Wissenschaftlicher Mitarbeiter bei der Planungsgruppe Tübingen der Kernforschungsanlage Jülich tätig. 1961 folgte er Knappwost nach Hamburg, zunächst als Wissenschaftlicher Mitarbeiter, später als Wissenschaftlicher Rat und Oberrat. 1963 wurde er mit einer von Knappwost betreuten Dissertation an der Universität Tübingen zum Dr. rer. nat. promoviert. 1969 habilitierte er sich an der Universität Hamburg und erhielt die venia legendi für Physikalische Chemie. Von 1970 bis 1993 war er in Hamburg Professor für Physikalische Chemie.
Von 1973 bis 1981 war Thieme Sprecher des Fachbereichs Chemie sowie über sechzehn Jahre Vorsitzender des Haushaltsausschusses des Akademischen Senats der Universität Hamburg. Von 1982 bis 1985 war er Vorsitzender der Konferenz der Fachbereiche Chemie und Mitglied des Beirats des Mathematisch-Naturwissenschaftlichen Fakultätentages. 1989 in Marburg und 1990 in Hamburg hatte er den Vorsitz des mathematisch-naturwissenschaftlichen Fakultätentages. Von 1994 bis 1997 gehörte er dem Kuratorium der Technischen Universität Chemnitz an.
Zu den Schwerpunkten Thiemes wissenschaftlicher Tätigkeit gehörten Grenzflächenchemie und Metallkunde.

## Verbundenheit mit der DGzRS

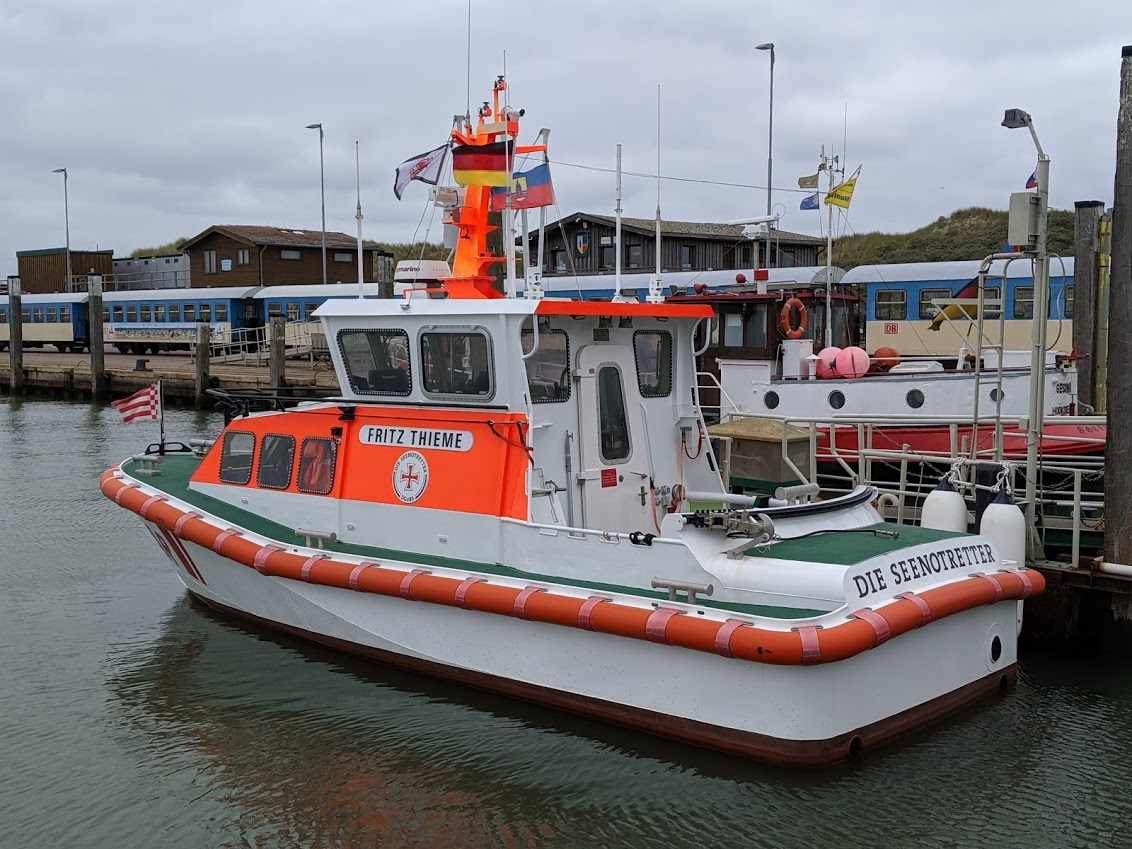
Das Seenotrettungsboot Fritz Thieme

Thieme verbrachte seine Freizeit häufig auf Helgoland. Hier besuchte er regelmäßig die dort stationierten Seenotrettungskreuzer der Deutschen Gesellschaft zur Rettung Schiffbrüchiger (DGzRS) deren Förderer er war. Nach seinem Tod hinterließ der kinderlose Thieme seinen Nachlass der DGzRS. Im April 2018 wurde ein neues Seenotrettungsboot der 10,1-Meter-Klasse auf den Namen Fritz Thieme getauft. Das Boot ist auf Wangerooge stationiert.

## Auszeichnungen
- Silberne Medaille für Forschung der Universität Hamburg, 1993
- Ehrensenator der Technischen Universität Chemnitz, 1997
- Medaille für Kunst und Wissenschaft der Freien und Hansestadt Hamburg, 1998

## Schriften
- Experimentelle Untersuchungen über die Magnetisierung 10 bis 100 Å dicker Kobalt-Schichten, 1963
- Struktur und magnetische Eigenschaften dünner Schichten einiger 3d-Metalle bei der Wechselwirkung mit Gasen, 1969